# Жилий Бор
Жилий Бор (рос. Жилой Бор) — присілок в Хвойнинському районі Новгородської області Російської Федерації.
Населення становить 28 осіб. Входить до складу муніципального утворення Остахновське сільське поселення.

## Історія
Від 2005 року входить до складу муніципального утворення Остахновське сільське поселення

## Населення
| 2009 | 2010 |
| ---- | ---- |
| 29   | ↘28  |